# Zell (Cochem-Zell)

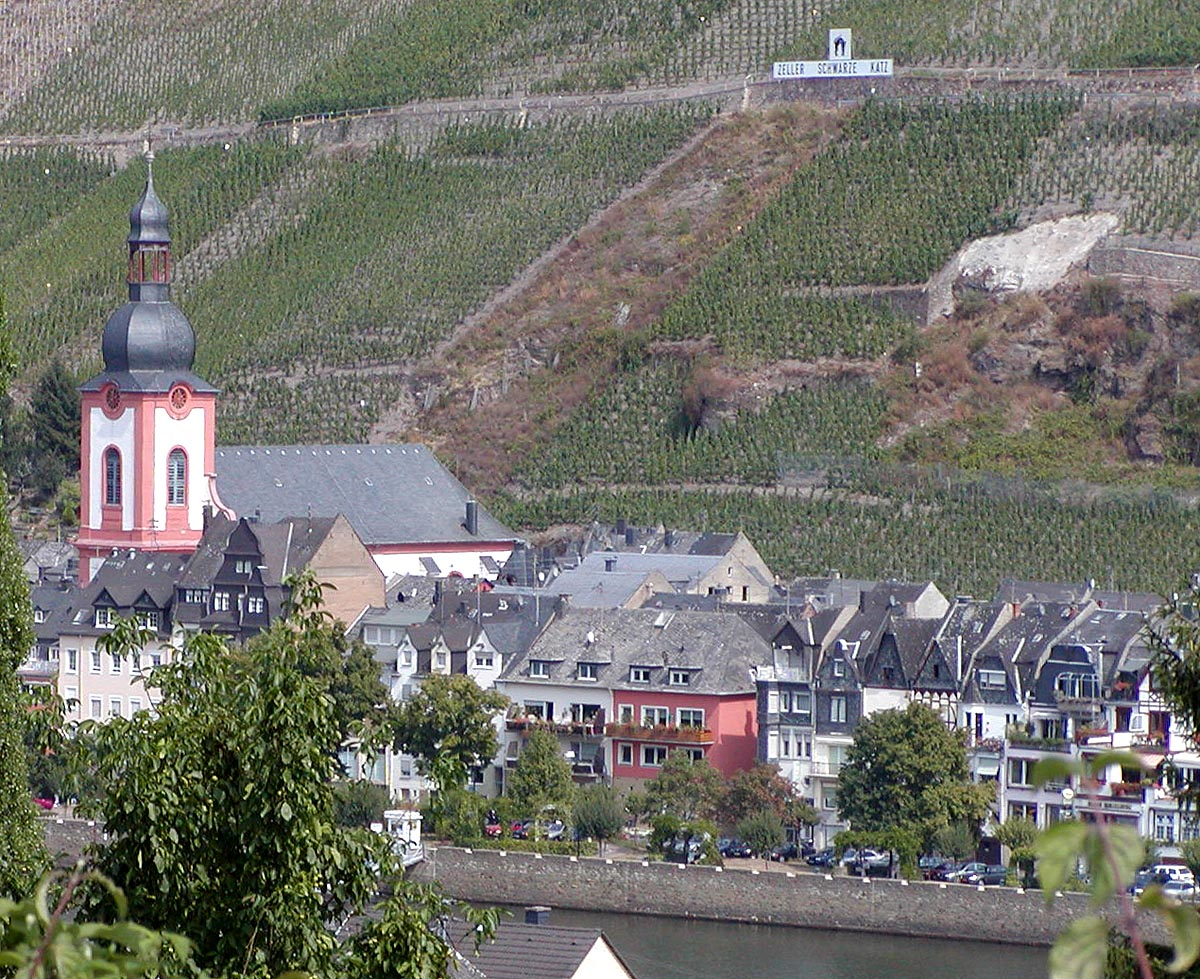
Blik op Zell.

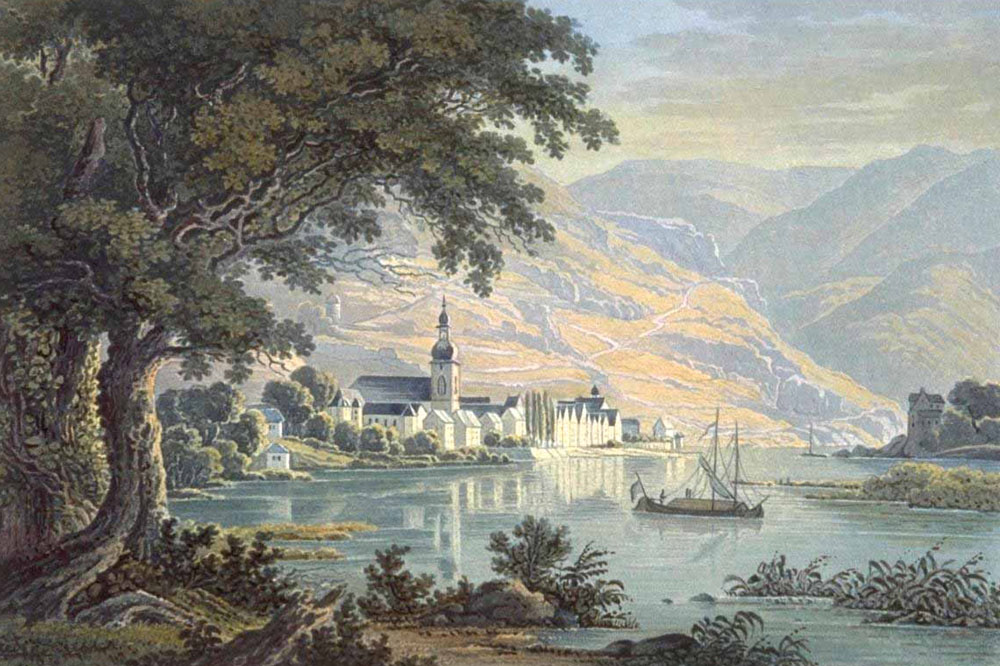
Zell in 1841

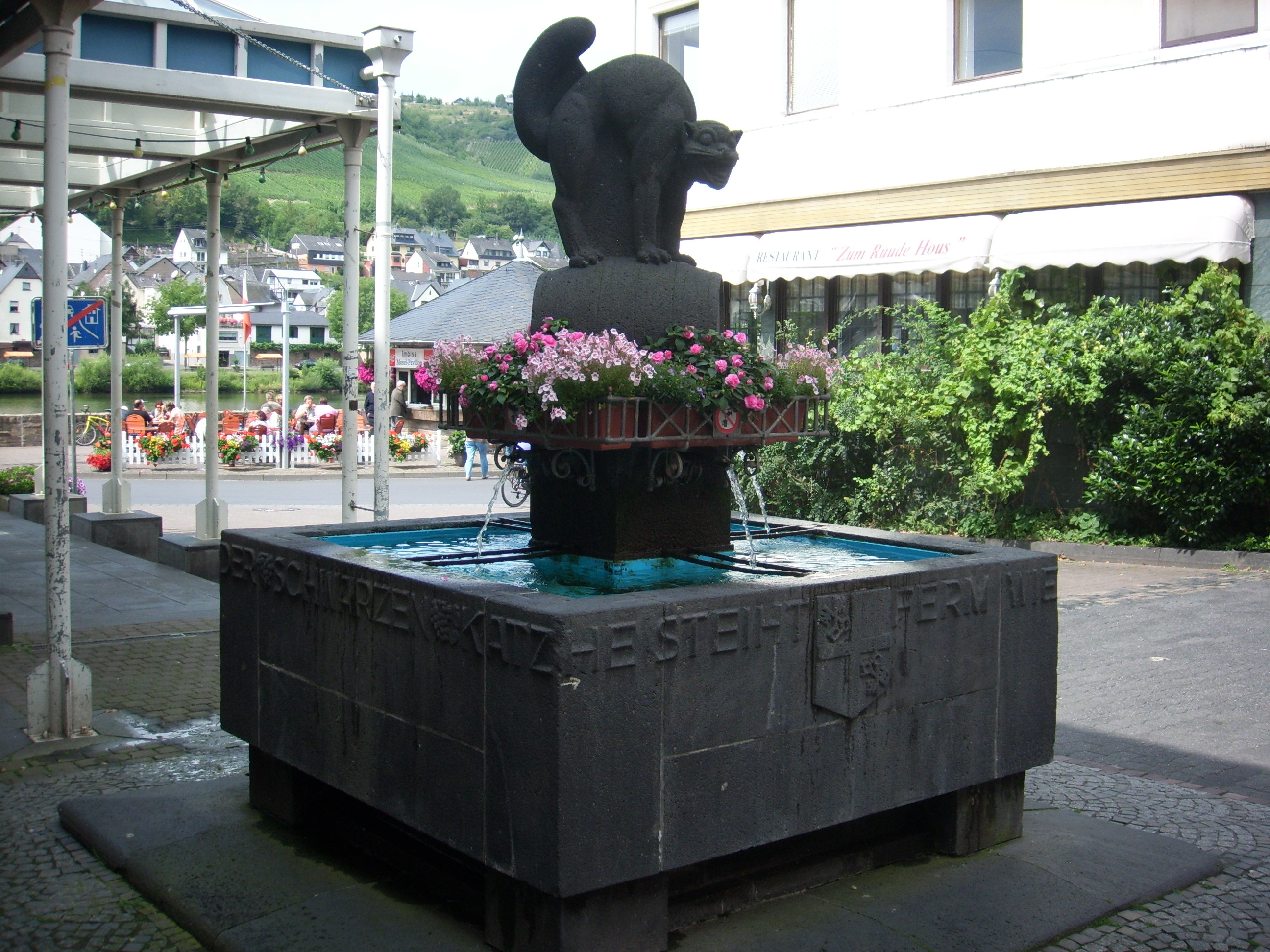
Bron van de Zeller zwarte kat.

Zell is een gemeente in de Duitse deelstaat Rijnland-Palts, gelegen in de Landkreis Cochem-Zell aan de rivier de Moezel. De plaats telt 4.064 inwoners.

## Cultuur
Zell staat in de Moezel-regio met name bekend om de 'Zeller Schwarze Katz' (de 'Zeller zwarte kat'), de naam van de lokale Moezelwijn. Zeller-zwarte-kat is het merkteken van de gemeente. In het dorp staat een beeld van een zwarte kat, bij de gelijknamige Zeller-zwarte-kat-bron, die dateert uit 1935. Overal in het dorp tref je afbeeldingen aan van een zwarte kat, op flessen tot glazen en stickers. Tijdens het 'Weinfest', in de laatste week van juni, luidt het motto: 'Proost op de Zeller zwarte kat' en wordt een reusachtige pop van een zwarte kat op een wagen door het dorp gereden.
De sage wil dat een zwarte kat blazend op een van drie wijnvaten sprong, toen wijnkooplieden uit Aken een keuze moesten maken uit een vat. Uiteindelijke kozen de kooplieden voor het vat dat de zwarte kat verdedigde.
Alf ·
Alflen ·
Altlay ·
Altstrimmig ·
Auderath ·
Bad Bertrich ·
Beilstein ·
Beuren ·
Binningen ·
Blankenrath ·
Brachtendorf ·
Bremm ·
Briedel ·
Brieden ·
Briedern ·
Brohl ·
Bruttig-Fankel ·
Büchel ·
Bullay ·
Cochem ·
Dohr ·
Dünfus ·
Düngenheim ·
Ediger-Eller ·
Ellenz-Poltersdorf ·
Eppenberg ·
Ernst ·
Eulgem ·
Faid ·
Filz ·
Forst (Eifel) ·
Forst (Hunsrück) ·
Gamlen ·
Gevenich ·
Gillenbeuren ·
Greimersburg ·
Grenderich ·
Hambuch ·
Haserich ·
Hauroth ·
Hesweiler ·
Illerich ·
Kaifenheim ·
Kail ·
Kaisersesch ·
Kalenborn ·
Kliding ·
Klotten ·
Landkern ·
Laubach ·
Leienkaul ·
Lieg ·
Liesenich ·
Lütz ·
Lutzerath ·
Masburg ·
Mesenich ·
Mittelstrimmig ·
Möntenich ·
Moritzheim ·
Moselkern ·
Müden (Rijnland-Palts) ·
Müllenbach ·
Neef ·
Nehren ·
Panzweiler ·
Peterswald-Löffelscheid ·
Pommern ·
Pünderich ·
Reidenhausen ·
Roes ·
Sankt Aldegund ·
Schauren ·
Schmitt ·
Senheim ·
Sosberg ·
Tellig ·
Treis-Karden ·
Ulmen ·
Urmersbach ·
Urschmitt ·
Valwig ·
Wagenhausen ·
Walhausen ·
Weiler ·
Wirfus ·
Wollmerath ·
Zell ·
Zettingen